# David Zimmering
David Zimmering (* 3. Juni 1975 in Potsdam) ist ein deutscher Theater- und Filmschauspieler.

## Leben und Karriere
David Zimmering ist der Enkel des deutschen Politikers und Diplomaten Josef Zimmering (1911–1995), der Großneffe des Schriftstellers Max Zimmering und der Bruder der Schauspielerin Esther Zimmering. Während seiner Schauspielausbildung arbeitete er an der Hochschule für Schauspielkunst Ernst Busch in Berlin mit Ursula Karusseit, später auch mit Käthe Reichel, Gerry Wolff und Hans-Joachim Hegewald. Es schlossen sich Engagements in Theatern und in Filmen an. Neben Hauptrollen trat er auch in vier Einpersonenstücken auf.
Ab 2003 war er am Hessischen Staatstheater Wiesbaden engagiert. 2007 wechselte er an das Mittelsächsische Theater in Freiberg, wo er bis 2012 im Ensemble war. Seit Sommer 2012 spielt Zimmering neben Fernsehproduktionen auf Bühnen in Deutschland, Österreich und in der Schweiz.
2013 spielte er beim „Kult: Das neue Mühlfestival“ in der Aufführung Die Dämonen von Fjodor Dostojewski die Hauptrolle des „Pjotr Werchowenskij“. Auf Grund dieser Produktion wurde dem Festival der „Große Bühnenkunstpreis“ des Landes Oberösterreich 2013 verliehen. 2014 spielte er den „Sarturnius“ in Die Barbaren nach Titus Andronicus von William Shakespeare, wobei seine Darstellung von der lokalen Kritik als „großartig gespielt“ hervorgehoben wurde.
Ende 2014 gastierte er in der Produktion Zähl die Schafe rückwärts, mit der er auch auf Tournee ging, beim Schweizer Theaterensemble „Das Klima“. Im Sommer 2015 stand er erneut bei den Theaterfestspielen in Freistadt als „Voland/Mephisto“ auf der Bühne, wo seine Schauspielleistung von der Kronen Zeitung als „grandios“ rezensiert wurde.
Im Sommer 2016 trat er im Spuktheater Berlin in dem Stück Spuk im Hochhaus als „Ole“ mit seiner ersten Bauchrednerpuppe „Jimbo“ auf. Im Sommer 2017 spielte er im Ekhof-Theater in Gotha „bestens besetzt“ die Rolle des Demetrius, sowie den Peter Squenz in der Shakespeare-Komödie Ein Sommernachtstraum. 2018 gab er den Geschäftsmann „Peter Paul Sörgensen“ in der Uraufführung Jedermanns Schuld und Sühne. Die Oberösterreichischen Nachrichten hoben in ihrer Rezension hervor, wie „genial“ Zimmering und seine Partnerin die Figuren „zwischen großer Eleganz, falscher Liebe und fieser Berechnung balancierten.“
Des Weiteren stand Zimmering mit seiner Schwester Esther Zimmering  mehrmals gemeinsam vor der Kamera, so auch in dem Film Morgen räum ich auf. Zimmering spielte mehrere Fernsehrollen und stand unter anderem 2014–2015 als Hauptkommissar Jan Michalsky in dem Scripted-Reality-Format In Gefahr – Ein verhängnisvoller Moment vor der Kamera. Anfang 2018 wurde er für die neue RTL-Serie Freundinnen – Paula und die High-Society als Daniel Neffenbruck besetzt. Seit 2020 spielt er mehrere Episodenhauptrollen in der Serie K11 – Kommissare im Einsatz.
Seit Juni 2018 arbeitet er auch als Radiomoderator. Im Februar 2019 wurde sein Film Beziehungspflege in der Shortlist des Kurzfilm-Wettbewerbs 99Fire-Films-Award nominiert. 2020 gründete er die Produktionsfirma „berliwerk“. Die Zweigstelle „schwedt//Film“ hat ihren Firmensitz in Schwedt/Oder. Seit 2022 unterrichtet er an der Filmschauspielschule Berlin. David Zimmering lebt in Berlin.

## Theater (Auswahl)
- 1998–1999: Piccolo-Theater, Cottbus
- 1999–2001: Neue Bühne Senftenberg
- 2001–2003: Gerhart-Hauptmann-Theater Görlitz-Zittau
- 2003–2007: Hessisches Staatstheater Wiesbaden
- 2007–2012: Mittelsächsisches Theater
- 2011–2013: Comödie Dresden
- 2013: „Kult: Das neue Mühlfestival“, Freistadt (Theaterfestival)
- 2014: Das Klima, St. Gallen
- 2014/2015: „Theaterzeit Freistadt“ (Theaterfestival)
- 2016: SpukTheaterBerlin
- 2017: Ekhof-Theater, Gotha
- 2018: „Theaterzeit Freistadt“ (Theaterfestival)
- 2018–2022: Theater krimimobil, Berlin
- 2021: „Theaterzeit Freistadt“ (Theaterfestival)
- 2022–2023: Stadttheater Köpenick
- 2023: „Theaterzeit Freistadt“ (Theaterfestival)
- 2024: Stadttheater Köpenick, I Want You To Panic! (Theater – Film – Comedy – Serie)
- 2024: Frankenfestspiele Röttingen[16] (Theaterfestspiele)
- 2025: „TheaterZeit Freistadt“ (Theaterfestival)

## Filmografie

### Kino
- 1997: Satilmis Gelin
- 1998: Auszeit
- 2005: Im Schwitzkasten
- 2015: Elvis Himmelfahrt
- 2019: Jedermanns Heimat
- 2022: Wow, Nachricht aus dem All

### Fernsehen
- 1996: Schach
- 2007: Hochzeit um jeden Preis (Fernsehfilm)
- 2008: Post Mortem: Tödliche Wolke (Fernsehserie, eine Folge)
- 2008: Morgen räum ich auf (Fernsehfilm)
- 2012: Gute Zeiten, schlechte Zeiten (Fernsehserie, Serienrolle)
- 2015: Anna und die Liebe (Fernsehserie)

### Scripted-Reality-Formate
- 2012: Schicksale – und plötzlich ist alles anders
- 2014: Schicksale – und plötzlich ist alles anders: Es geschah am helllichten Tag
- 2014: Im Namen der Gerechtigkeit – Wir kämpfen für Sie!: Der Bürohengst
- 2014: Im Namen der Gerechtigkeit – Wir kämpfen für Sie!: Im Affekt
- 2014–2015: In Gefahr – Ein verhängnisvoller Moment (Serienhauptrolle)
- 2015: In Gefahr – Ein verhängnisvoller Moment: Mona – Kampf gegen die Welpenmafia
- 2015: Im Namen der Gerechtigkeit – Wir kämpfen für Sie!: Marionette mit Bums
- 2016: Einsatz in Köln – Die Kommissare
- 2016: In Gefahr – Ein verhängnisvoller Moment: Schweigen verurteilt
- 2018: Freundinnen – Paula und die High-Society (Serienrolle)
- 2020: Tatort Deutschland – Aus den Akten der Justiz
- 2020–2022: K11 – Kommissare im Einsatz